# Metazygia amalla
Metazygia amalla là một loài nhện trong họ Araneidae.
Loài này thuộc chi Metazygia. Metazygia amalla được Herbert Walter Levi miêu tả năm 1995.